# Stadtilm
Stadtilm là một thị trấn ở huyện Ilm, bang Thüringen, Đức. Đô thị này có diện tích 17,27 km², dân số thời điểm 31 tháng 12 năm 2006 là 5057 người. Đô thị này nằm bên sông Ilm, 15 km về phía đông bắc của Ilmenau, và 11 km về phía đông nam Arnstadt.